# Atletismo nos Jogos Pan-Americanos de 2003 - 1500 m masculino
A prova dos dos 1500 m rasos masculino nos Jogos Pan-Americanos de 2003 foi realizada em 9 de agosto de 2003.

## Calendário
| Data        | Fase  |
| ----------- | ----- |
| 9 de agosto | Final |

## Medalhistas
| Ouro   | BRA Hudson de Souza |
| Prata  | USA Michael Stember |
| Bronze | USA Grant Robison   |

## Recordes
Recordes mundial e pan-americano antes da disputa dos Jogos Pan-Americanos de 2003.
| Tipo                             | Atleta             | Tempo   | Local         | Data                |
| -------------------------------- | ------------------ | ------- | ------------- | ------------------- |
|                                  | Hicham El Guerrouj | 3:26.00 | Roma          | 14 de julho de 1998 |
| Recorde dos Jogos Pan-Americanos | Joaquim Cruz       | 3:40.26 | Mar del Plata | 19 de março de 1995 |

## Resultados
| Posição | Atleta                  | Tempo   |
| ------- | ----------------------- | ------- |
| 1       | BRA Hudson de Souza     | 3:45.72 |
| 2       | USA Michael Stember     | 3:46.31 |
| 3       | USA Grant Robison       | 3:46.68 |
| 4       | VEN Miguel Ángel García | 3:47.31 |
| 5       | MEX Juan Luis Barrios   | 3:47.67 |
| 6       | BRA Fabiano Peçanha     | 3:48.26 |
| 7       | ARG Javier Carriqueo    | 3:50.95 |
| 8       | ECU Byron Piedra        | 3:52.20 |
| 9       | DOM Isidro Pimentel     | 3:53.27 |
| —       | PUR Alexander Greaux    | DNS     |